# Pseudachorutes complexus
Pseudachorutes complexus är en urinsektsart som först beskrevs av Macgillivray 1893.  Pseudachorutes complexus ingår i släktet Pseudachorutes och familjen Neanuridae. Inga underarter finns listade i Catalogue of Life.